# Så går det till i krig
Så går det till i krig (engelska: The General) är en komedifilm från 1927 i regi av Buster Keaton och Clyde Bruckman. Förutom Keaton och Bruckman, skrevs manuset av Charles Henry Smith, Paul Girard Smith och Al Boasberg. Manuset är inspirerat av den verklighetsbaserade The Great Locomotive Chase av William Pittenger. Filmen fick ett ljummet mottagande vid premiären, men har på senare tid omvärderats och ses idag som ett av stumfilmstidens mästerverk. Den finns med på IMDB:s lista på tidernas 250 bästa filmer och kom på 18:de plats när AFI listade de 100 bästa amerikanska komedifilmerna år 2001.

## Handling
Buster Keaton spelar Johnnie Gray, en sydstatare i det Amerikanska inbördeskriget. Han arbetar som lokförare. Hans lok, The General, är hans livs största kärlek (jämte Annabelle Lee, dottern till en rik affärsman). När kriget bryter ut är Johnnie först att skriva in sig i armén, men blir nekad när en officer tycker att han är mer värdefull för södern som lokförare än som soldat. Han talar dock inte om det för Johnnie, som tror sig vara för klen för krigarlivet. När han besviken stöter på Annabelles far och bror, som missuppfattar honom och tror att han fegat ur. De talar om detta för Annabelle, som kräver av Johnnie att han ska gå i uniform, innan hon talar med honom igen. 
Det går ett år, och Annabelle får ett meddelande om att hennes far blivit skadad i kriget, så hon ger sig av norrut för att leta reda på honom. Men tåget hon reser med - som av en slump körs av Johnnie - blir kapat av nordstatsspioner, och hon tas som gisslan. Det blir upp till Johnnie att rädda sina älskade tu (The General och Annabelle, som han inte vet är med).

## Om filmen
Så går det till i krig är en komedi, även om originalstoryn har skett på riktigt. En jakt mellan två lokomotiv ägde rum i Georgia och Virginia. Loken hette f.ö. The General och Texas (se "Den stora lokjakten" för fler detaljer). 1956 gjorde även Disney en film av historien, The Great Locomotive Chase.
Keaton, som aldrig använde sig av stuntmän, gör här några av sina farligaste trick på det framrusande loket. Till exempel hoppar han från loket via tendern till en godsvagn, sitter på kofångaren och springer på taket.
En av höjdpunkterna i filmen är när en bro, som satts i brand av Johnnie, rasar när ett tåg med nordstatssoldater kör över det. Scenen spelades in nära staden Cottage Grove i Oregon, och Keaton använde sig av 500 statister från Oregon National Guard som fick spela soldater. Denna scen var en av de dyraste i filmhistorien. Produktionsbolaget hade inte pengar till att bort resterna av loket, och det låg därför kvar fram till andra världskriget när armén behövde material till vapen o.d.

## Rollista
- Buster Keaton – Johnnie Gray
- Marion Mack – Annabelle Lee
- Glen Cavender – Kapten Anderson i Nordstatsarmén
- Jim Farley – General Thatcher
- Frederick Vroom – General i Sydstatsarmén
- Charles Henry Smith – Annabelles far
- Frank Barnes – Annabelles bror
- Joe Keaton – General i Nordstatsarmén
- Mike Donlin – General i Nordstatsarmén
- Tom Nawn – General i Nordstatsarmén

## Kritik och publikmottagande
Så går det till i krig blev en ekonomisk katastrof och fick ljummen kritik vid premiären. Variety rapporterade att biograferna som visade filmen "after four weeks of record business with 'Flesh and the Devil', looks as though it were virtually going to starve to death this week." Det skrivs också att Så går det till i krig är far from funny (långt ifrån rolig) och att it is a flop (den är en flopp). New York Times skrev att Buster Keaton i den här filmen "is more the acrobat than the clown" och att han "looks like a clergyman and acts like a vaudeville tumbler". Los Angeles Times skrev att filmen är "neither straight comedy nor is it altogether thrilling drama" och fortsätter med att slå fast att filmen "drags terribly with a long and tiresome chase of one engine by another". Detta var en av Keatons största ekonomiska fiaskon, vilket tog honom hårt, själv hade han tyckt att det var hans bästa film någonsin. Senare skulle både kritiker och publik hålla med honom, idag ses den mer som en konstnärlig film än som bara en stunds underhållning. 